# Abu-Xujà Àhmad ibn al-Hussayn ibn Àhmad al-Isfahaní
Abu-Xujà Àhmad ibn al-Hussayn ibn Àhmad al-Isfahaní (àrab: أبي شجاع أحمد بن الحسين بن أحمد الأصفهاني, Abū Xujāʿ Aḥmad b. al-Ḥusayn b. Aḥmad al-Iṣfahānī), més conegut simplement com a Abu-Xujà al-Isfahaní (Bàssora, 1042/43 - després de 1107) fou un jurista xafiïta de Bàssora. La família paterna era d'Esfahan, mentre que la mare havia nascut a Abadan, però ell va nàixer a Bàssora, on va ensenyar dret xafiïta durant més de 40 anys. La data exacta de la seva mort no és coneguda. En algun moment de la seva vida, exercí com a cadi.
Va escriure un breu compendi de dret xafiïta anomenat Al-ghaya fi-l-ikhtissar, també conegut com Al-múkhtasar o com At-taqrib, que va esdevenir, amb el temps, l'origen d'una de les principals tradicions del dret xafiïta, per la qual cosa se'n feren, des del segle xiii fins al xix, gran nombre de comentaris i glosses. El compendi d'Abu-Xujà ha estat editat de forma crítica i traduït a diferents llengües europees del segle xix ençà.

## Algunes edicions i traduccions
- Abu-Xujà al-Isfahaní. Keijzer, S. (ed.). Précis de jurisprudence musulmane selon le rite châfeite, par Abou Chodjá̂ (en francès).  Leiden: E.J. Brill, 1859.
- Abu-Xujà al-Isfahaní. Sachau, Eduard (ed.). Muhammedanisches Recht nach schafiitischer Lehre (en alemany).  Stuttgart: W. Spemann, 1897.
- Abu-Xujà al-Isfahaní. G. H. Bousquet (ed.). Abrégé de la loi musulmane (en francès).  [Alger?]: Revue Algerienne, 1935.
- Abu-Xujà al-Isfahaní. Muḥammad Hāshim al-Majdhūb (ed). Mājid al-Ḥamawī (ed.). Matn al-Ḡāya wa-t-taqrīb. Qism al-ʻibādāt (en àrab).  Damasc: M. al-Ḥamawī, 1979.
- Abu-Xujà al-Isfahaní. مصطفى ديب البغا (ed.). التذهيب في أدلة متن الغاية والتقريب، المشهور بمتن أبي شجاع في الفقه الشافعي (en àrab).  Qum: مكتبة القدس, s.d. (198?).
- Abu-Xujà ak-Isfahaní. Anwar Ahmad Qadri (trad.). A Sunni Shafiʻi law code (en anglès).  Lahore: Sh. Muhammad Ashraf, 1984.
- Abu-Xujà al-Isfahaní. د. سعد الدين بن محمد الكعبي (ed.). متن الغاية والتقريب (en àrab).  Riad: مكتبة المعارف للنشر والتوزيع, 2012. ISBN 9786038028063.